# Саут Фултон (Тенеси)
Саут Фултон (енгл. South Fulton) град је у америчкој савезној држави Тенеси.

## Демографија
По попису из 2010. године број становника је 2.354, што је 163 (-6,5%) становника мање него 2000. године.
| Група             | 2000.         | 2010.         |
| Белци             | 1.983 (78,8%) | 1.856 (78,8%) |
| Афроамериканци    | 490 (19,5%)   | 438 (18,6%)   |
| Азијати           | 3 (0,1%)      | 4 (0,2%)      |
| Хиспаноамериканци | 14 (0,6%)     | 18 (0,8%)     |
| Укупно            | 2.517         | 2.354         |